# Karl-Erik Nilsson
Karl-Erik Nilsson (Eslöv Municipality, Suecia, 4 de enero de 1922-14 de diciembre de 2017) fue un deportista sueco especialista en lucha grecorromana donde llegó a ser campeón olímpico en Londres 1948.

## Carrera deportiva
En los Juegos Olímpicos de 1948 celebrados en Londres ganó la medalla de oro en lucha grecorromana estilo peso ligero-pesado, por delante del luchador finlandés Kelpo Gröndahl (plata) y del egipcio Ibrahim Orabi (bronce). Cuatro años más tarde, en las Olimpiadas de Helsinki 1952 ganó la medalla de bronce en la misma categoría; y en las de Melbourne 1956 volvió a ganar el bronce de nuevo en la modalidad de ligero-pesado.